# Octocanna octonema
Octocanna octonema är en nässeldjursart som beskrevs av Ernst Haeckel 1879. Octocanna octonema ingår i släktet Octocanna och familjen Malagazziidae. Inga underarter finns listade i Catalogue of Life.